# Agrotis modesta
Agrotis modesta là một loài bướm đêm trong họ Noctuidae.